# Cornelis van Geelkerken
Cornelis van Geelkerken (* 19. März 1901 in Sint-Jans-Molenbeek, Belgien; † 29. März 1979 in Ede, Niederlande) war Mitgründer der niederländischen Nationaal-Socialistische Beweging (NSB).
In den 1920er Jahren driftete er zu einem rechtsextremen Nationalismus. Er schlug Anton Mussert eine autoritäre, antidemokratische Bewegung vor, die zur Gründung der Nationaal-Socialistische Beweging führte. Van Geelkerken wurde Führer des Jugendkorps, der Nationale Jeugdstorm. Während der deutschen Besatzung der Niederlande wurde Geelkerken zum Generalinspektor der Nederlandsche Landwacht, einer Heimatschutztruppe zum Kampf gegen den niederländischen Widerstand berufen.
Nach dem Zweiten Weltkrieg wurde er zu lebenslanger Gefängnisstrafe verurteilt, 1959 aber freigelassen.